# Кеннет — Эйвон
Ке́ннет — Э́йвон (англ. Kennet and Avon Canal) — судоходный канал в Южной Англии, Великобритания.
Длина — 140 км. На канале построено 105 шлюзов. Канал Кеннет — Эйвон соединяет системы рек Эйвона, впадающего в Бристольский залив, и Кеннета, притока Темзы. Максимальная высота канала над уровнем моря — 140 м. Канал построен между городами Бат (Сомерсет) и Ньюбери (Беркшир). От Бата до Бристоля путь проходит по реке Эйвон, а от Ньюбери до Рединга по реке Кеннет.
Строительство канала проходило в 1794—1810 годах. В 1950-е годы канал планировалось закрыть, но с 1960-х он стал вновь широко использоваться.

## История

### Ранние планы строительства
Первые идеи прокладки канала, проходящего с запада на восток южной Великобритании излагались ещё в Елизаветскую эру (1558—1603). Предполагалось, что канал свяжет реку Эйвон с Темзой. Позднее, примерно в 1626 году, профессор Генри Бригс собрал данные о двух реках и заявил, что грунт между ними является удобным фактором для обустройства канала. Тогда он предложил строительство канала между реками, но после смерти профессора 1630 года идея была отклонена. После окончания Английской революции в парламент поступили проекты строительства, но были отклонены из-за несогласия представителей дворян, обеспокоенных появлением дешёвого морского транспорта, потенциально снижавшего прибыль от платных сухопутных дорог, контролируемых дворянами. К тому же, на местных рынках могла появиться продукция из Уэльса, составившая бы конкуренцию местным товарам.
В то время главной альтернативой сухопутным перевозкам внутри страны являлся морской путь через залив Ла-Манш. Однако, перевозчики шли на риск: малые парусники могли получить повреждения во время шторма. Также существовала опасность нападения на корабли сил ВМС Франции или французских каперов.

### Речные навигационные системы
Планы строительства канала были отложены до начала XVIII века. В 1718 году начались работы по созданию водного пути на реке Кеннет от Рединга на Темзе до города Ньюбери. Строительством руководил геодезист и инженер Джон Хор, и в 1723 году, несмотря на сопротивление со стороны значительной оппозиции, открылась речная Кеннетская навигация. Участки природного русла чередовались с искусственно созданными путями протяжённостью 18 км.
Часть реки Эйвон от Бристоля до Бата была судоходной, но из-за строительства водяных мельниц вскоре была закрыта для кораблей. В 1727 году под руководством Джона Хора навигация на этом участке была восстановлена, также здесь были построены шесть шлюзов. Вскоре по навигационному участку был отправлен первый груз. «Доски, свиновод и продовольствие» отравились к Бату и достигли города в декабре.

### Расширение навигационных систем

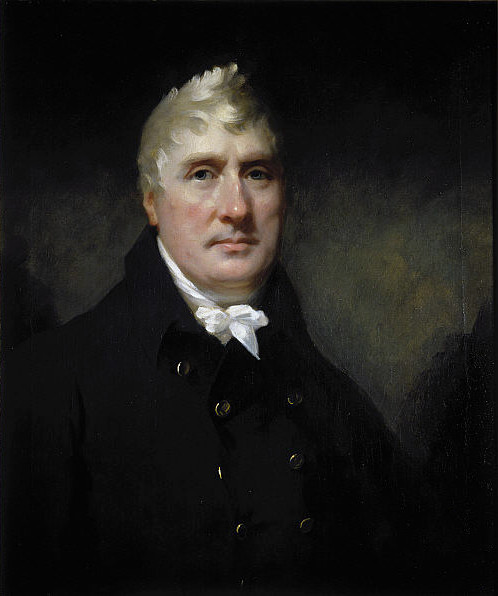
Сюрвеер Джон Ренни.

В 1788 году был проложен «Западный канал» (англ. Western Canal) для улучшения торговых и коммуникационных связей с некоторыми городами Англии, в частности, с Хангерфордом, Марлборо, Калном, Чиппенемом и Мелкшемом. В следующем году инженеры Барнс, Симкок и Уэстон представили новый судоходный маршрут для «Западного канала». Проблемы вызывала только система водоснабжения. Как предлагалось, «Западный канал» был переименован в канал Кеннет — Эйвон.
Опираясь на результаты опроса 1793 года, Джон Ренни предложил изменить маршрут судоходного канала: новый маршрут должен был пройти южнее, через Грит-Бедуин, Девизес, Троубридж и Ньюбери. Компания Kennet и Avon Canal Company под председательством Чарльза Дуданса приняла проект нового маршрута и начала получать подписки от акционеров. В июле 1793 года от Джона Ренни поступили новые предложения, в частности, строительство туннеля на отрезке канала, пролегающем через Саверканский лес.
17 апреля 1794 года проект канала Кеннет — Эйвон получил королевское одобрение, строительство началось. Открытие канала произошло в 1810 году, после 16-ти лет строительства.

### Эксплуатация

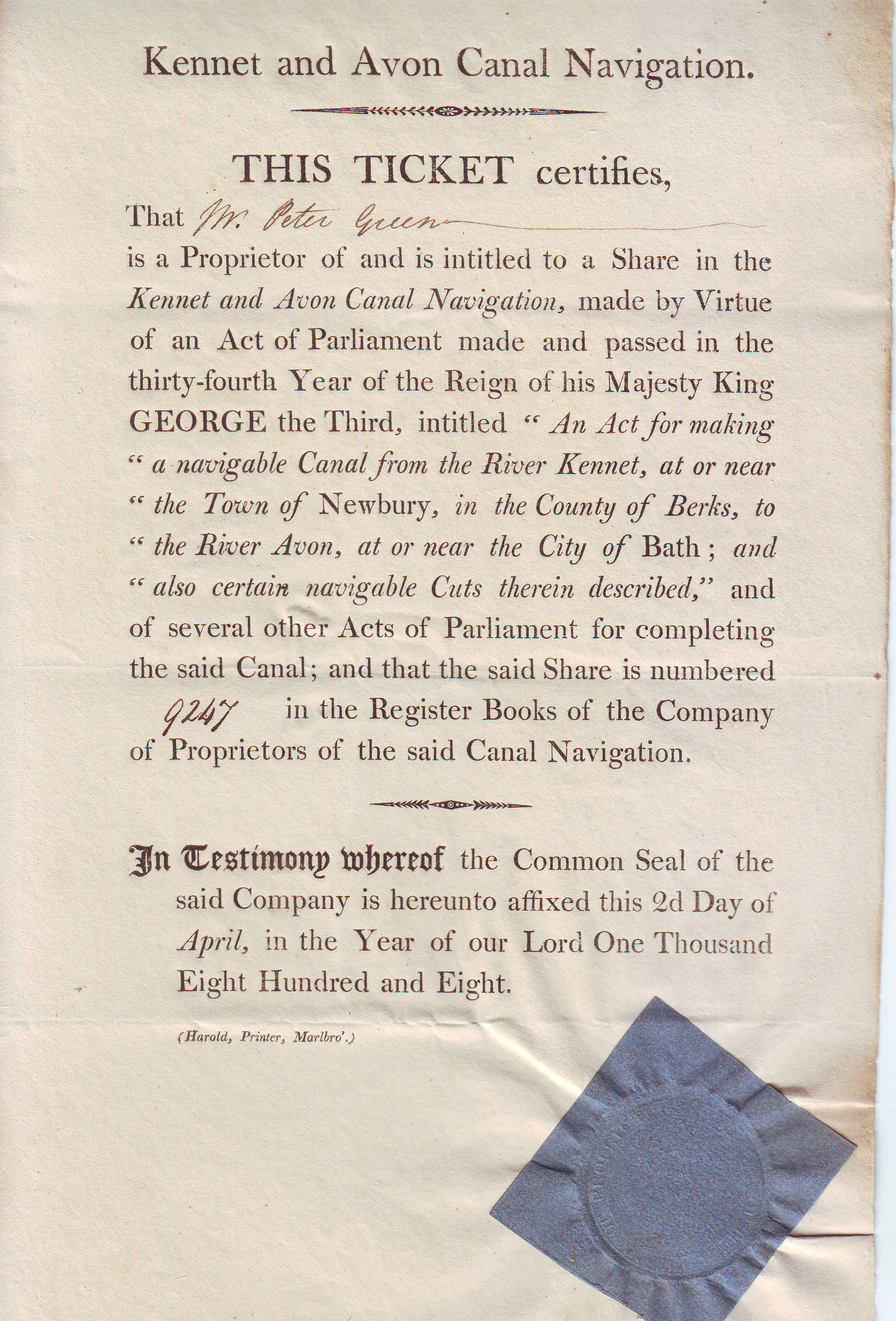
Акция компании Kennet and Avon Canal

Торговля на канале началась ещё в 1801 году, и в ранние годы существования пути возникали некоторые проблемы из-за незавершённости канала. Когда последние шлюзы на судоходном пути были достроены, у торговцев появилась возможность свободной доставки грузов на всём протяжении канала от Лондона до Бата. При этом стоимость перевозки тонны груза между двумя вышеупомянутыми городами составляла 2—9 фунтов стерлингов за шесть дней. Это было сопоставимо со стоимостью сухопутных перевозок. Торговля на канале процветала. В 1812 году за 100 000 фунтов, из которых 70 000 фунтов были выплачены наличными, компания Kennet and Avon Canal приобрела Кеннетскую речную навигацию, простиравшуюся от Ньюбери до соединения с Темзой у Кеннет-Рюте. Сделка была санкционирована Законом о Кеннетской навигации от июня 1813 года, что позволило компании получить средства за счет продажи 5500 акций по 24 фунта стерлингов каждая. В то же время была предпринята работа по совершенствованию Эйвонской навигации, от Бристоля до Бата, при этом компания Kennet и Avon Canal приобрела контрольный пакет акций в навигации в 1816 году. К 1818-му году перевозки на канале осуществляли 70 барж с тоннажем 60 тонн. В большей степени корабли загружались углём и камнем, пересекавшими Сомерсетский угольный канал. Пройти расстояние от Бата до Ньюбери баржа могла пройти за три с половиной дня. К 1832 году ежегодно по судоходному пути перевозилось до 300 000 тонн грузов. В период между 1825 и 1834-ми годами компания ежегодно выручала до 45 000 фунтов стерлингов.

### Решение о закрытии канала
В 1841 году открылась Великая западная железная дорога, которая привлекла внимание торговцев, и, несмотря на то, что Kennet и Avon Canal понизила тарифы, трафик на канале Кеннет — Эйвон начал постепенно снижаться. В 1852 году железнодорожная компания приобрела канал и теперь на пунктах оплаты взимались высокие пошлины. В то время, как для железнодорожной перевозке вводились льготные пошлины, на канале была остановлена работа ледокола, запрещено движение ночью, что не могло не сказаться на трафике судоходного пути. С 1877 года канал был постоянно убыточным. В 1926 году, в связи с получением указа от Министерства транспорта, железнодорожная компания приняла решение о закрытии канала, но встретила сопротивление оппозиционеров, после чего было принято решение об улучшении обслуживания на канале.

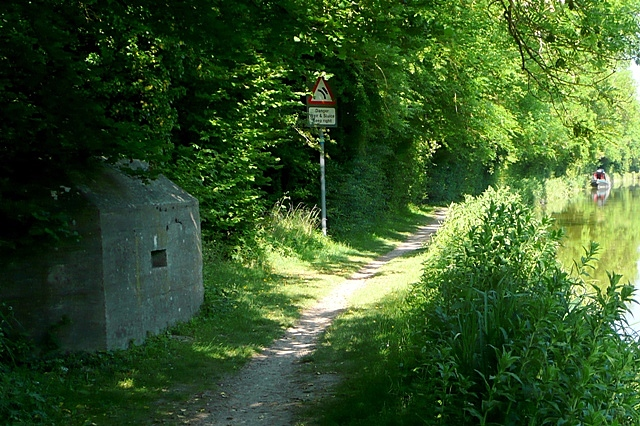
ДОТ времён Второй мировой войны возле Кентбури

Для защиты от предполагаемого немецкого нападения на канале строились ДОТы, принадлежащие Линии «GHQ» (англ. GHQ Line), многие из которых можно увидеть на берегу канала и в наши дни. После 1947 года канал контролировала транспортная комиссия, а к 1950-м годам некоторые участки канала были закрыты вследствие плохого качества обслуживания.

### Отклонение решения о закрытии и реставрация пути

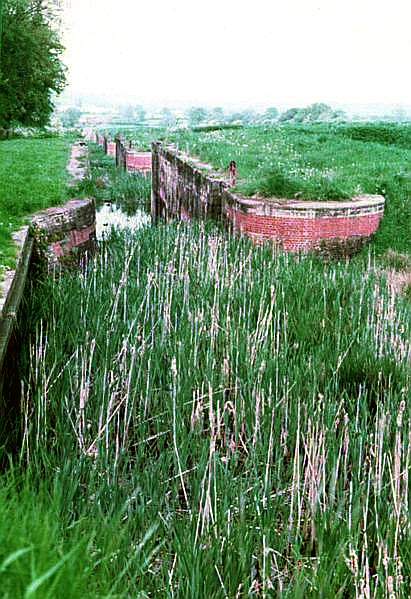
«Caen Hill Locks» в 1970-е

В начале 1950-х годов появилась инициативная группа, поддерживающая восстановление канала. Вскоре эти люди присоединились к Ассоциации внутренних водных путей. В марте 1956 года в парламент поступил пункт закона «о Законе о транспортной комиссии Великобритании (№ 2)», который отменял право навигации между Ридингом и Батом. Оппозицию введения акта составили предприниматель Джон Гулд и местные владельцы земель, прилегающих к судоходному пути. Оппозиционеров поддержали подписчики ходатайства, доставленного в Лондон по каналу.
В 1962 году Консультативный комитет страны сообщил о планах восстановления канала и выделил 40 000 фунтов стерлингов на восстановление и содержание канала. В 1963 году была вновь организована компания Британских водных путей. Управление реставрационными работами взяли на себя местные власти. Реставрацию вели добровольцы и сотрудники компании Водных путей. Работы начались в конце 1960-х годов и продолжались в течение 1980-х годов.
17 июля 1990 года был завершён участок между Ридингом и Ньюбери. Торжества по случаю празднования окончания восстановительных работ в мае 2003 года посетил принц Уэльский.

## Маршрут судоходного пути

### От Бристоля до Бата
Отрезок реки у Бристоля был судоходным в начале 13-го века, но впоследствии, из-за строительства мельниц на участке, он был закрыт. Судоходность на участке в наши дни обеспечивается посредством использования цепи из шлюзов и водосливов, позволяющих преодолеть подъём в 9 метров на протяжении 19-километрового отрезка.

### От Бата до Дезивеса
Восстановленный шлюз У Бата, расположенный южнее моста Палтни показывает расхождение реки и канала. Далее следуют шесть замков Бата. Канал пересекает Сиднейские сады через два проложенных тоннеля. В это месте канал пересекают два чугунных моста. Далее, протекая, канал образует небольшие озёра и болота, которые являются ареалом обитаня нескольких видов болотных птиц, таких, как цапля или птицы семейства бекасовых.
Канал встречает реки Уорли-Вуд и Инвуд, которые протекают по лесистой местности.
Далее реку пересекает железнодорожный мост и акведук Дундас, соединяющийся с Сормесетским угольным каналом.

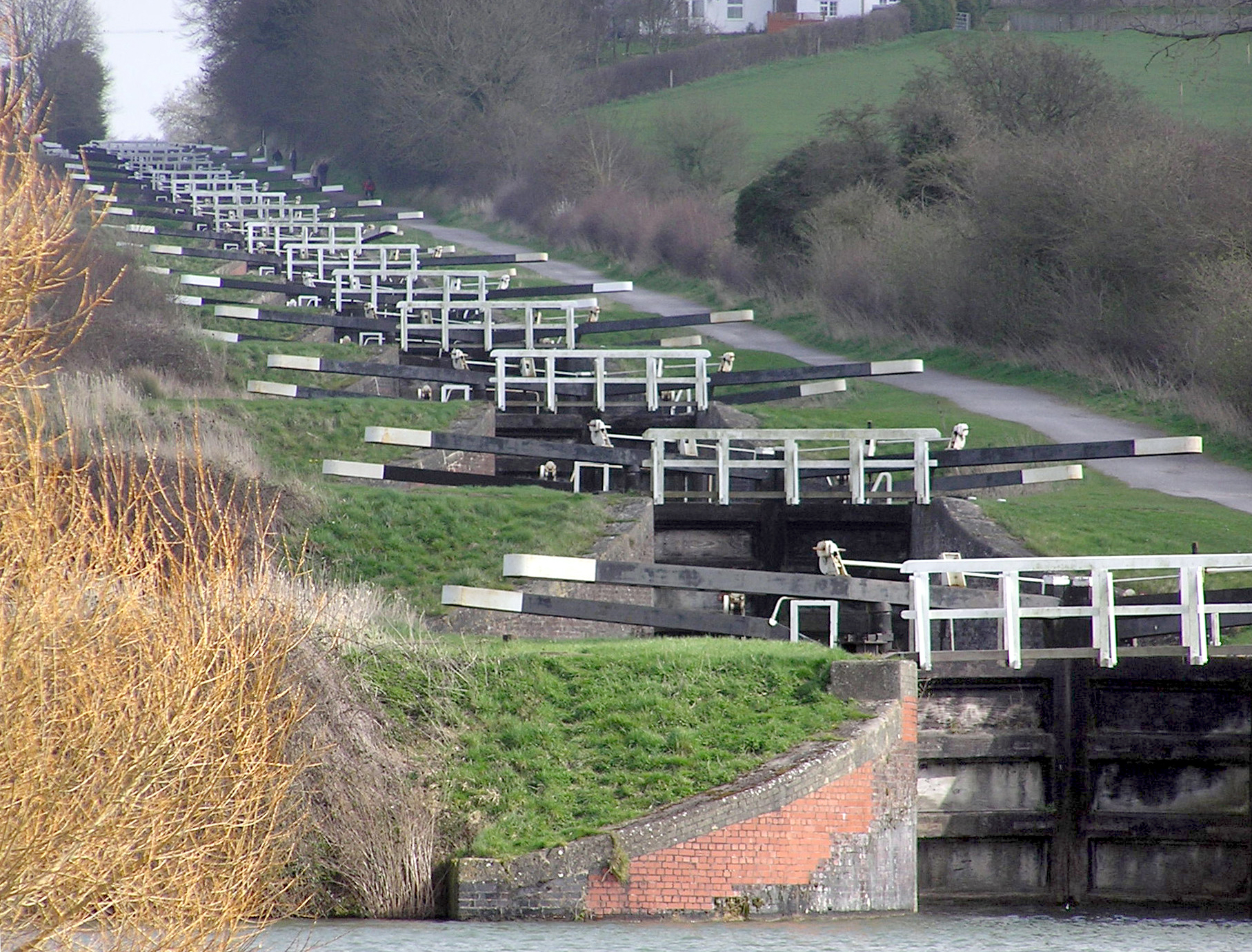
Шлюзы Каен-Хилл

Перемещение судов по следующему участку канала возможно только при помощи 29 шлюзов Каен-Хилл. Проход через этот участок занимает 5-6 часов.

### От Дезивеса до Ньюбери
Далее канал направляется на восток, протекая через Уилтширский пригород. Здесь канал пересекают несколько поворотных мостов и цепь шлюзов Крофтон-Локс.
У берегов следующего участка канала расположена резервация Джонс-Милл, территория площадью 12 га, покрытая лесной растительностью.
Следующие четыре шлюза показывают, что канал перестаёт изменять высоту. Следующая серия шлюзов, Крофтон-Локс, показывает снижение высоты течения. Далее канал пересекает Савернакский лес и город Хунгефорд.

### От Ньюбери до Рединга

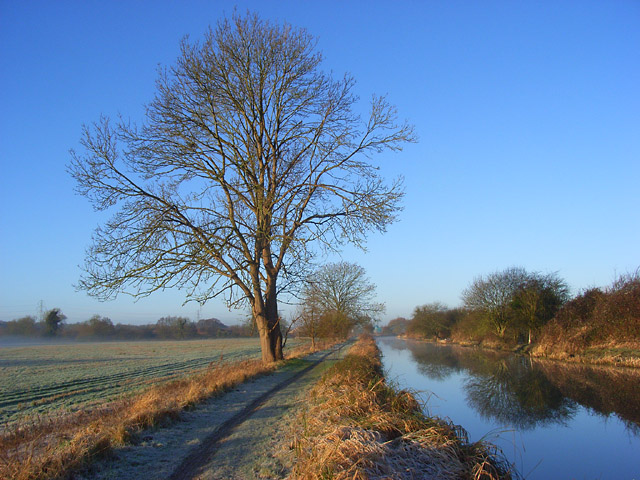
Участок естественного русла.

Данный участок является судоходным. Представляет собой усовершенствованный отрезок канала, именуемый как «Кеннетская навигация». Была открыта в 1723 году. На этом отрезке канала участки естественного русла чередуются с 18-километровыми отрезками, на которых 40-метровый спуск преодолевается при помощи серии шлюзов.

## В наши дни
В наши дни канал является центром туризма. Катание на лодках по каналу — очень популярный вид времяпрепровождения, особенно в летние месяцы. Это так же любимый вид отдыха для сторонников восстановления канала. На канале расположено множество каноэ-клубов. Вдоль берегов каналов пролегают велосипедные тропы (исключение составляет 600-метровый отрезок у Вулхэмптона). Некоторые тропы впоследствии были расширены. Две основные части канала модернизированы. Люди, посещающие канал также занимаются рыбалкой. Основной улов: лещ, линь, плотва, краснопёрка, окунь, пескарь, щука, карп. Значимая часть канала сдаётся в аренду рыболовным клубам.

### Экология
Канал и его окрестности обладают большим видоразнообразием. Домом для редких видов являются «Гравийные ямы Альдермастона», Уэлхэмптон,, «Термальные тростниковые заводи», Болото Фримена и Хунгефорд.
На канале много заповедников, более 100 различных видов птиц зарегистрированы орнитологами.